# Bjurslätt/Torslanda HK
Bjurslätt/Torslanda HK, från början Hisingen/Torslanda HK, var ett samarbetslag i handboll på damsidan, från Hisingen i Göteborg. Samarbetet utgjordes av Hisingens HK/Bjurslätts IF och Torslanda HK.
Laget spelade från säsong 2015/2016 i Allsvenskan. 2018 fick klubben kvala till högsta serien mot BK Heid, men förlorade med 2–0 i matcher. En av de mer framstående spelarna i klubben var Nina Dano, som 2018 lämnade klubben för IK Sävehof.
2018/2019 kom laget sist i Allsvenskan och flyttades ned till division 1. I januari 2020 drog sig laget ur division 1 för att göra en "omstart" i division 2. Efter säsongen 2019/2020 upplöstes samarbetet Bjurslätt/Torslanda HK och blev istället helt och hållet Torslanda HK:s damlag.